# Homer's Phobia
Homer's Phobia (em português:  A fobia de Homer) é o décimo quinto episódio da oitava temporada do seriado de animação The Simpsons. Foi exibido originalmente em 16 de fevereiro de 1997 na Fox nos Estados Unidos. No episódio, o patriarca Homer se distancia de John, o novo amigo da família, após descobrir que ele é gay. Ele teme que John seja uma influência negativa para Bart e decide assegurar a heterossexualidade do filho levando-o para caçar veados.
Dirigido por Mike B. Anderson, este foi o primeiro episódio do seriado escrito por Ron Hauge. George Meyer, que trabalhou como roteirista e produtor da série de 1989 a 2004, deu a ideia inicial para um episódio com o tema Bart, o gay, enquanto que os então produtores executivos Bill Oakley e Josh Weinstein estavam planejando um episódio no qual Lisa "descobriria os prazeres da cultura camp". Oakley e Weinstein combinaram as duas ideias, que originaram Homer's Phobia. Inicialmente, devido ao tema controverso, a Fox censurou o episódio, mas esta decisão foi revertida após uma troca na diretoria da emissora. O cineasta John Waters fez uma participação especial no episódio, dublando o personagem inédito John.
Homer's Phobia foi o primeiro episódio do seriado dedicado inteiramente ao tema da homossexualidade, com o título original sendo um trocadilho do nome de Homer com a palavra homofobia. Na versão brasileira, o trocadilho foi feito entre as palavras humor e homofobia. Já em Portugal, o episódio recebeu o título de Homer Contra a Homossexualidade.[carece de fontes?] Aclamado pela crítica tanto por seu humor quanto por sua mensagem anti-homofobia, o episódio recebeu quatro prêmios, incluindo o Emmy de Melhor Programa de Animação de Menos de Uma Hora e o GLAAD Media Award de Melhor Programa de Televisão - Episódio Individual.

## Produção

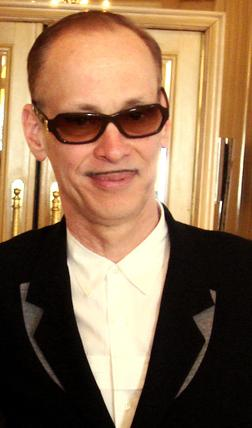
O cineasta John Waters aceitou instantaneamente participar do episódio.

O conceito original do episódio veio de algumas ideias para o seriado escritas num caderno de George Meyer. Uma delas dizia Bart, o gay, e Ron Hauge foi escolhido para desenvolvê-la. A ideia de convidar John Waters para uma participação especial já estava sendo considerada por algum tempo. Os produtores executivos Bill Oakley e Josh Weinstein haviam planejado utilizá-lo num episódio chamado Lisa and Camp, onde Lisa "descobriria os prazeres da cultura camp". A ideia deles foi combinada à de Meyer, dando origem a este episódio. O episódio foi originalmente intitulado como Bart Goes to Camp (em português:  Bart Vai ao Camp), mas foi renomeado porque o título estava muito indireto. Mike B. Anderson, que foi escolhido para dirigir o episódio, disse ao The Gold Coast Bulletin que ficou "encantado" quando leu o roteiro, "não só por causa das possibilidades visuais, mas também porque a história me pareceu muito sólida. Foi surpreendente e cativante e eu realmente coloquei meu coração naquele episódio".
John Waters aceitou o convite para fazer uma participação especial na série instantaneamente, dizendo que se foi bom o suficiente para Elizabeth Taylor, que participou dos episódios da quarta temporada Lisa's First Word e Krusty Gets Kancelled, era bom o suficiente para ele. Ele, entretanto, brincou que teria reagido negativamente contra o seriado caso seu personagem tivesse se parecido com Richard Simmons. Como agradecimento por sua participação, a equipe do seriado enviou a Waters um celulóide do episódio, que ele pendurou em seu escritório. Antes do episódio ser dublado, a equipe perguntou a Waters se ele achava que a comunidade gay iria achar o episódio ofensivo. Ele se opôs apenas à utilização da palavra fag (em português:  viado) por Homer para insultar John. Os escritores então trocaram-na por queer, considerada menos ofensiva.
De acordo com Oakley, o departamento de censura interna da Fox se opôs à exibição de Homer's Phobia. O procedimento normal é que o roteiro de um episódio seja enviado aos censores e depois enviado de volta aos produtores, via fax, com a lista de frases e palavras que devem ser substituídas. No entanto, o roteiro deste episódio foi enviado de volta aos produtores com duas páginas em anexo com objeções a quase todas suas frases. Os censores declararam que não gostaram do uso da palavra "gay" e nem da discussão da homossexualidade como um todo, concluindo que "o tema e o conteúdo deste episódio são inaceitáveis para transmissão". Normalmente, as observações dos censores são ignoradas, uma vez que as frases ofensivas e outros problemas são resolvidos na pós-produção, quando o episódio já tenha sido animado. Neste caso, o episódio inteiro foi considerado um problema e, por isso, não teria como os produtores resolverem suas inadequações durante a pós-produção. O problema dos produtores com o departamento de censura interna da emissora, entretanto, se dissolveu assim que o episódio voltou da animação na Coreia do Sul, uma vez que o então presidente da Fox tinha acabado de ser demitido e substituído, assim como os censores. Os novos censores enviaram o roteiro de volta aos produtores com apenas uma frase em anexo: "aceitável para transmissão".
A cena da "usina siderúrgica gay" foi escrita por Steve Tompkins. A ideia original dele era que Homer e Bart encontrassem estivadores gays, mas era muito trabalhoso animar o embarque de navios, então uma usina siderúrgica foi usada ao invés disso. Tompkins também escreveu um terceiro bloco diferente para o episódio, que acabou sendo substituído na versão final do episódio. Nele, ao invés de Homer, Bart, Barney e Moe irem caçar veados e terminarem na Aldeia do Papai Noel, eles iriam voltar à usina siderúrgica. Lá, Homer iria tentar provar sua heterossexualidade numa competição de puxar tratores com o corpo contra os trabalhadores da usina. Foi decidido que este final "não ajudava realmente a história".

## Enredo
Precisando de dinheiro para pagar a conta do conserto da tubulação de gás de casa, a família Simpson visita a Cockamamie's, uma inconvencional loja de itens de colecionadores, na esperança de conseguir vender uma herança da família, um boneco da Guerra Civil Americana que era da avó de Marge. Homer conhece John, o vendedor de antiguidades, que lhe explica que muito da mercadoria da loja está ali por causa de seu valor camp. Bart e Lisa ficam impressionados com John, e Homer o convida para visitar a casa dos Simpsons, com o intuito de conhecer as coisas que a família possui. Na manhã seguinte à visita de John, Homer diz a Marge que gostou de John e sugere que convidem ele e "sua esposa" para um passeio de casais. Marge sugere repetidamente para Homer que John é gay, e quando Homer finalmente entende o que ela está dizendo, fica horrorizado. O comportamento de Homer para com John muda completamente; Homer se volta contra ele, recusando participar de seu passeio com a família Simpson por Springfield. O resto da família, entretanto, se diverte bastante com a companhia de John, em especial Bart, que começa a vestir camisas havaianas e a dançar usando uma peruca feminina. Isto deixa Homer bastante inquieto, e ele começa a temer que Bart também seja gay.
Homer se esforça para tornar Bart mais masculino, forçando-o a olhar para um outdoor de cigarro com mulheres seminuas por duas horas, na esperança de que Bart se sinta atraído por garotas, mas Bart fica apenas com o desejo de fumar "qualquer coisa fina". Homer então o leva para ver os trabalhadores musculosos de uma usina siderúrgica em ação, apenas para descobrir que a fábrica em questão funciona de noite como A Bigorna, uma boate gay. Desesperado, Homer insiste em levar Bart para caçar veados com Moe e Barney. Depois que eles não conseguem achar nenhum veado, eles decidem ir até a Vila do Papai Noel e atirar nas renas no curral. Este plano, entretanto, vai por água abaixo quando as renas começam a atacá-los. John, com a ajuda de Lisa e Marge, usa um robô japonês do Papai Noel para assustar as renas e salvar os pretensos caçadores. Homer passa a aceitar John e diz a Bart, que ainda não sabe das preocupações do pai, que vai aceitá-lo independentemente da maneira como ele decida viver sua vida. Depois de Lisa explicar para Bart que Homer acha que ele é gay, Bart fica estupefato. O episódio acaba com todos voltando para Springfield no carro de John.
Um pouco antes dos créditos finais, aparece uma dedicação aos siderúrgicos da América, que são incentivados a "Continuarem alcançando aquele arco-íris!".

### Audiência e prêmios

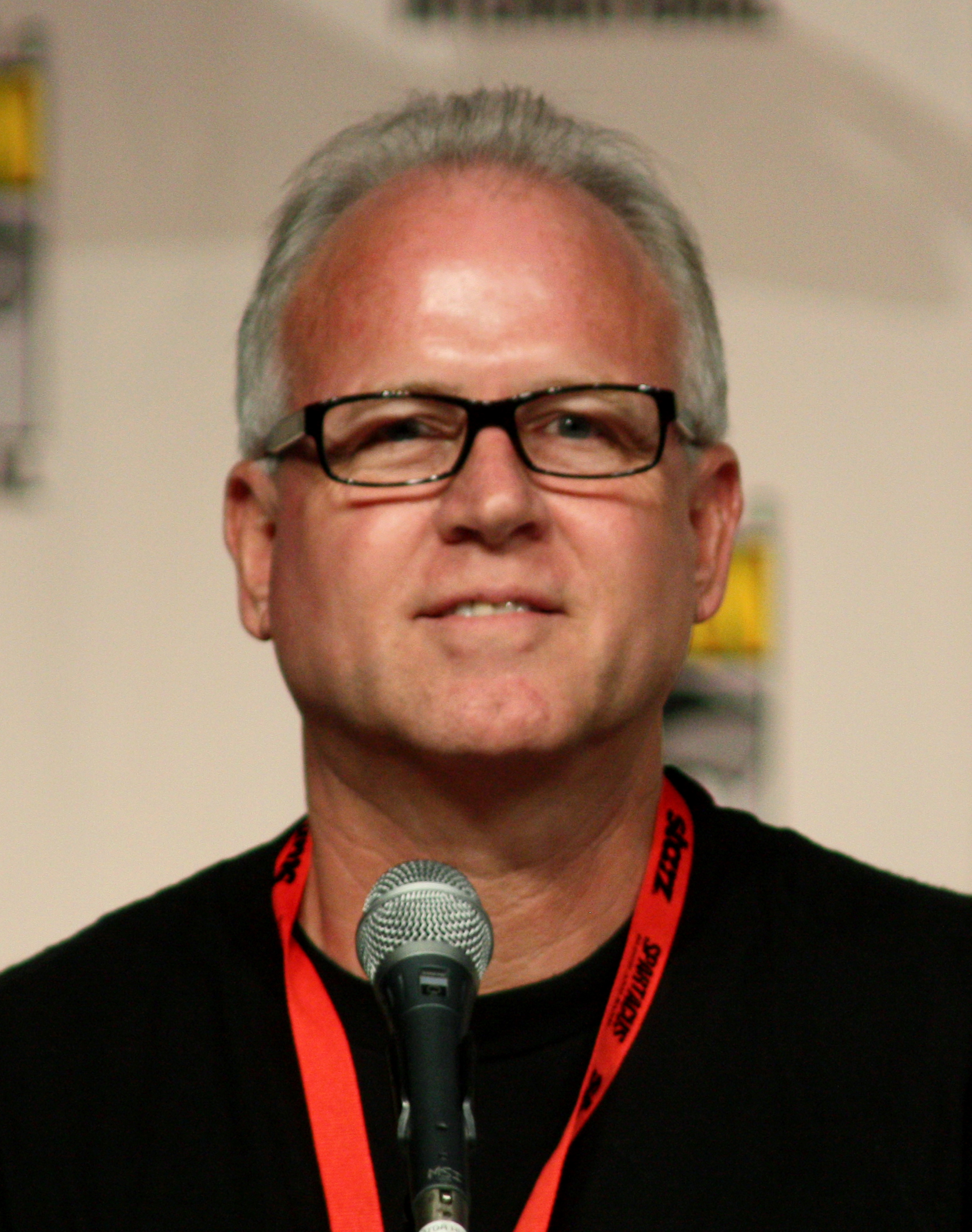
Mike B. Anderson recebeu dois prêmios pela direção do episódio